# أردلغان (غلزار بردسير)
أردلغان (بالفارسية: اردلگان) هي قرية تقع في إيران في البلدة المركزية. يقدر عدد سكانها بـ 14 نسمة بحسب إحصاء 2016.